# أوتو جيفارا
أوتو جيفارا (بالإسبانية: Otto Guevara Guth)‏ هو محامي وسياسي كوستاريكي، ولد في 13 أكتوبر 1960 في سان خوسيه في كوستاريكا. حزبياً، نشط في الحركة التحررية في كوستاريكا.